# Mari Andersson
Mari Andersson (født 5. juli 1986 i Seoul, Sydkorea) er en professionel tennisspiller fra Sverige. 
Mari Andersson højeste rangering på WTA single rangliste var som nummer 335, hvilket hun opnåede 7. maj 2007. I double er den bedste placering nummer 318, hvilket blev opnået 14. maj 2007. 
Mari Andersson er født i Sydkorea men blev som spæd adopteret af svenske forældre. 